# ブレイブマン
ブレイブマンは、よしもとクリエイティブ・エージェンシーに所属していた日本のお笑いコンビ。テレ朝動画オリジナル番組の芸人同棲3rdシーズン（2014年）にて結成。コンビ名の名付け親は井本貴史（ライセンス）。
両者とも大阪を活動拠点にしていたがブレイブマン結成を機に東京に活動拠点を移した。
2016年12月26日伊藤が東京に来て初めて立ち上げたライブ『ランクアップアップLIVE』を解散ライブとし、2016年内での解散を発表。

## メンバー
- 伊藤 貴之（いとう たかゆき、1986年5月27日 - ）

NSC大阪校30期出身。
岐阜県大垣市出身。
実父は作詞家の伊藤英明。
おしゃぶりメガネというユーストリーム配信を不定期で行っている。
大阪で活動しているときは同期の真べぇ（ダブルアート）、辻井亮平（アイロンヘッド）と同居していたが東京に来てからは相方・吉田と同居していた。
エルという愛猫がいる。
解散後は石橋俊春（元メルボルン）とコンビ『官兵衛』を結成。
- 吉田 圭佑（よしだ けいすけ、1985年6月23日 - ）

NSC大阪校31期出身。
京都府京都市出身。
血液型はA型。
大阪で活動しているときは同期の大須賀健剛（セルライトスパ）、ポイズン反町と同居していた。
解散後は木尾陽平（元シンクロック）とコンビ『アッパレード』を結成し、のちに引退。

## 出演番組

### テレビ
- 特捜警察ジャンポリス ※伊藤のみ （テレビ東京、2014年5月30日）

### インターネット動画
- 芸人同棲3rdシーズン　（テレ朝動画、2013年12月 - 2014年5月、現在も視聴可能）